# Cosmia subtilis
Cosmia subtilis är en fjärilsart som beskrevs av Otto Staudinger 1888. Cosmia subtilis ingår i släktet Cosmia och familjen nattflyn. Inga underarter finns listade i Catalogue of Life.